# Ruyan
El Ruyan (en mazandarani رویان) fou un districte del nord de Pèrsia, a la costa de la mar Càspia, format per la part occidental del Mazanderan o Tabaristan. Modernament forma un districte del comtat de Noor al Mazanderan, del qual la capital ha agafat el nom de Ruyan o Royan. El seu nom derivaria de Raodita (vermellós) segons la tradició iraniana.
Segons Ibn Rusta era un districte de la regió del Daylam conquerit per Umar ibn al-Ala vers 758, que hi va construir una ciutat i va posar la comarca sota dependència del governador del Tabaristan. Ibn al-Fakih diu que s'estenia entre les muntanyes de Ruyan i de Daylam i que cada poble aportava entre 400 i 1000 guerrers que en total serien uns 50.000. La capital del districte era Kadjdja (Kajja) i era residència d'un valí. Limitava amb el govern de Rayy. Sembla que entre el Ruyan i el Daylam va quedar una regió insubmisa amb Shalus o Čalus, una vila de nom al-Kahira (no gaire llunyana de Kajja), una vila de nom al-Muhdatha, i Muzn. Les seves muntanyes eren probablement les Djibal al-Rubandj (Djibal al-Ruyandj?). Els Hudud al-Alam donen Natil (a l'oest d'Amol), Čalus, Rudhan o Ruyan i Kalar (a l'oest de Čalus) com integrant un districte del Tabaristan; la reialessa pertanyia al ustundar.
Els ustundars de Ruyan (també portaven el títol de padishah) foren vassalls dels samànides i tenien una certa importància local; després els ispahbadhs bawàndides van adquirir l'hegemonia. Zahir al-Din dona la genealogia dels ustundars, en la qual l'epònim fou Paduspan (final del segle VII), nom que també van portar alguns prínceps. L'epònim és considerat fill de Gil-Gawbara, d'ascendència reial sassànida. La dinastia va passar una crisi al començament del segle x però va subsistir.
A l'època mongola apareix el nom Rustamdar (o Rustumdar), territori regat pel Shah-Rud. Rustamdar fou utilitzat algunes vegades com a sinònim de Ruyan i altres com una regió diferent; de l'estudi fet sembla que Rustamdar estava format per les zones de Kudjur i Kalar mentre el Ruyan pròpiament designava el territori entre el Rustamdar i Kasran (és a dir la regió fins a Rayy). Segons Zahir al-Din la frontera oriental de Rustamdar estava d'origen prop de la desembocadura del Kudjur però al segle xii sota el seljúcida Sandjar, fou portada fins a Alisha, prop d'Amol; la frontera occidental estava a l'inici a Malat (prop de Langarud al Gilan) però el 1193 ja apareix a Sakhtasar (al límit oest de Gilan) i el 1242 a Namakawarud (a l'oest de Kalirantak).
El 1384 es va refugiar al Rustamdar el amir d'Astarabad Wali ibn Ali Hindu perseguit pels timúrides que havien ocupat el Gurgan. La regió es descrita com muntanyosa i boscosa i en part inaccessible. Timur es va dirigir al Rustamdar, on els governants locals no el van voler enfrontar i van fugir. La regió fou saquejada pels soldats de Timur. Amir Wali estava a una població de nom Yalus. Va fugir d'allí i Timur el va perseguir cap a Amol i Sari (Iran). Wali encara va poder arribar a Tabriz (1385) d'on també va haver de fugir cap al país de Kalkal. El 1404 durant la rebel·lió de Iskandar-i Shaykhi, uns dos mil homes procedents de Rayy, Qom, Kashan i altres llocs propers, van entrar al Rustamdar i van assetjar la fortalesa de Nur que fou presa i arrasada. Malik Kyumeres, enemic de Iskandar Shaykhi, es va presentar als timúrides en aquest lloc, però fou arrestat i entregat al rebel com a exemple de bona voluntat i de que volien arribar a un pacte amb ell. Però Iskandar no es va atrevir i enlloc d'això va pactar amb Kyumeres; junts van fer diversos actes agressius dels que Sulayman Xah va informar a Timur quan encara estava acampat al riu Aglok o Aglobok. Tamerlà hi va enviar diversos prínceps i amirs i finalment Iskandar va fugir en direcció a Gilan i va desaparèixer.
El 1404 Sulayman Xah fou nomenat governador de Rustumdar, Damavand (ciutat) i Firuzkuh, però a la mort de Tamerlà va deixar el govern i se'n va anar al Khurasan (província mongola). El seu successor fou l'amir Pir Muhammad Istxenkhum, governador de Sari (Iran), que també va marxar a Khurasan (on fou executat).
El kan de Astarabad i Gurgan, Pir Padshah, fou derrotat per les forces imperials i es va refugiar al país el 1407. El 1408 el seu fill, Sultan Ali, que s'havia sotmès a Xah Rukh i va participar amb aquest a l'expedició a Sistan, se’n va anar sobtadament i sense permis a Rustumdar on el seu pare acabava de morir. Allí va tenir el suport de l'amir Kyumeres o Kayumurz Rustamdarí i també dels antics partidaris i servidors del seu pare i de molts habitants de la zona. Va intentar ocupar Astarabad però fou derrotat i mort. El 1414 a Herat, Xah Rukh va rebre l'homenatge de Tadj al-Dawla, germà de l'amir Kayamurz Rustamdarí de Rustamdar. El 1415 la regió va quedar integrada al govern de l'amir Elies Khoja (Qom, Kaixan, Rayy i Rustamdar fins a Gilan)
El 1453 va morir Djalal al-Dawla Kayumarth ibn Bisutun ibn Gustahm i les seves possessions es van repartir entre els seus dos fills: Kawus, que va regnar a Nur a la conca de l'afluent esquerra del riu Amol, i Iskandar, que va regnar a Kudjur a la part nord de la muntanya Nur. Aquestos prínceps de Rustamdar van conservar el poder fins al temps dels safàvides. El 1540 el xa Tahmasp I va fer una expedició contra Malik Jahangir ibn Malik Kawus que s'havia fet fort a la fortalesa de Laridjan, però fou rebutjat. El 1589 Jahangir ibn Aziz de Nir i Jahangir ibn Muhammad de Kudjur es van sotmetre als safàvides (Abbas el Gran) que els va deixar subsistir fins al 1594; en aquest any el de Nur va renunciar i Kudjur fou conquerida per la força.
La moderna ciutat de Ruyan o Kajja, va poortar el nom d'Alamdeh i fou part de la província (ustan) de Mazanderan. Està a uns quilòmetres de la ciutat de Nur o Noor, cap del comtat de Noor, dins del qual és capital d'un dels cinc districtes. Avui dia és un petit centre turístic proper a la mar Càspia i que té al sud els primers contraforts de les muntanyes Elburz; la seva fama deriva principalment de les seves reserves naturals entre les quals el parc nacional de Sisangan, i a les cascades d'Ab Pari.